# کنیا کوبایاشی
کنیا کوبایاشی (به انگلیسی: Kenya Kobayashi) ژیمناست زادهٔ ۲۱ اوت ۱۹۸۳ میلادی اهل کشور ژاپن است.